# Nicole Hoffmann
Nicole Hoffmann (* 1966) ist eine deutsche Pädagogin.

## Leben
Nach dem Studium der Fächer Pädagogik, Psychologie und Soziologie (Sozialplanung/Urbanistik) an den Universitäten in Regensburg und Bamberg mit dem Abschluss Diplom-Pädagogik war sie von 1992 bis 1999 wissenschaftliche Mitarbeiterin, auch als Weiterbildungs- und Gleichstellungsbeauftragte, am Institut für Regionalentwicklung und Strukturplanung (IRS). Nach der Promotion 1999 an der Universität Bamberg ist sie seit 2009 Professorin für Pädagogik mit dem Schwerpunkt Weiterbildung und Genderforschung am Institut für Pädagogik, Universität Koblenz-Landau, Campus Koblenz – bzw. seit 2023 Universität Koblenz.

## Schriften (Auswahl)
- Forschung kann man nur durch Forschung lernen? Berufsbezogene Weiterbildung von Forschenden im Kontext des Managements außeruniversitärer Forschungseinrichtungen. Baltmannsweiler 2000, ISBN 3-89676-297-4.
- Dokumentenanalyse in der Bildungs- und Sozialforschung. Überblick und Einführung. Weinheim 2018, ISBN 3-7799-3800-6.
- Koautorin des Kompendiums: Figurationen des Bösen – Ein Kompendium, Werner Moskopp, Stefan Neuhaus, Autoren (Auswahl): Ulrich Horstmann, Volker Ladenthin, Oliver Dimbath, Michaela Bauks, Ulli Roth, Artur R. Boelderl, Nicole Hoffmann, Werner Moskopp, Konigshausen und Neumann, Würzburg 2023, ISBN 978-3-8260-7703-6